# Adnen Helali
Adnen Helali (in arabo عدنان الهلالي‎?; Sbeitla, 23 marzo 1975) è un poeta e attore tunisino.

## Biografia
Nacque e trascorse l'infanzia a Sbeitla.
Si laureò in letteratura francese, presso l'Università di Tunisi.

## Opere
- Fartatou[1]
- Zelabani[2][3]

## Filmografia
- Left for Dead (2007)[4]